# 2022年2月武汉如新培训班2019冠状病毒病聚集性疫情
2022年2月武汉如新培训班2019冠状病毒病聚集性疫情是指自2022年2月中旬在中华人民共和国湖北省武汉市发生的2019冠状病毒病聚集性感染事件。2022年2月18日至20日，如新公司上海經銷商上海舍耀市場營銷服務中心负责人顧某在武汉武昌区凯莱熙酒店和江岸区华清园小区内举办培训班，其属下經銷商、業務合作夥伴及亲友先后于2月17日、2月18日从北京、上海、青島等地抵达武汉，包括武汉本地人在内，共有66名學員参加。2月21日开始，多名培训班学员确认感染2019冠状病毒病，其中有4例为外地来汉人员，病例人員軌跡涉及黃鶴樓、戶部巷等多個景點，最遠的軌跡橫跨長江到達漢口的多個大型商場、店舖，另外還涉及車站、機場。武汉官方通报引发聚集感染的病毒株初步鉴定为奥密克戎变异株。该传染链也扩散到北京市、山东省青岛市、河北省石家庄市及上海市。该事件发生后，如新公司回应称，培训是上海经销商违规私自举行的年会，并未上报总部获批。

## 背景

### 如新公司背景
如新是总部位于美国的全球性直销公司，业务遍及亚洲、美洲等近50个市场，主要经营个人保养品和营养补充品。1998年，如新在中国建立工厂和研发中心，2002年在中国成立第一家实体店铺，2003年正式进入中国内地市场，并成立如新（中国）日用保健品有限公司，总部设在上海。2006年，如新获得中华人民共和国商务部的直销牌照。而在此前，如新多次发生负面事件。在美国，如新先后在1991年、1994年、1997年被政府部门多次因夸大宣传等问题被调查或处罚。而在中国，2014年，中国官媒《人民日报》接连刊发三篇报道，质疑如新夸大宣传、涉嫌传销，其后如新暂停在中国地区的促销会议和新分销商的招募，并为经销商未经授权的行为道歉。国家工商总局依法对如新公司及相关当事人的违法违规行为作出处理，如新累计被罚款共计486万余元。2019年，如新业务员林某在感冒高烧后，因相信喝如新果汁可以排毒，拒绝就医治疗，最终因肺部严重感染引发器官衰竭身亡。事发后如新公司发布声明称高度关注此事，并成立专案小组，立即采取调查措施。
根据如新的内部培训资料《你会成功》的资料显示，如新在经销商内的职位等级依次为：星级顾客、见习零售商、正式零售商（也称业务代表、业务主任）、资深业务主任、业务经理、资深业务经理、业务总监、资深业务总监和业务咨询理事，北京浩东律师事务所律师张晓玲强调如新的经营模式是典型的传销。

### 防疫措施
在此次感染事件中，武汉市对外省入汉人员采取严格的防疫措施，外省入汉人员须查验48小时核酸检测阴性证明，无证明的到住地24小时内开展1次核酸检测。而北京市也采取严格的防疫措施。根据现有的管控措施，有1例及以上本土感染者的县及14日内有该县旅居史的人员，严格限制进京、返京；有1例及以上本土感染者所在地级市的其他县人员，非必要不进京，不返京。确需进京的需持北京健康宝绿码和48小时内核酸检测阴性证明，抵京后进行14天健康监测。低风险地区进返京人员须持48小时核酸阴性证明和“北京健康宝”绿码。另外，自2022年1月22日零时起至3月底，进返京人员在抵京后72小时内需进行一次核酸检测，通勤人员按照现有政策规定继续执行。

## 经历
2022年2月18日至20日，如新公司上海經銷商上海舍耀市場營銷服務中心负责人顧某在武汉武昌区凯莱熙酒店和江岸区华清园小区内举办培训班，其属下經銷商、業務合作夥伴及亲友先后于2月17日、2月18日从北京、上海、青島等地抵达武汉，大部分人乘坐高铁抵达，出发前均进行过核酸检测。加上已在武汉的人员，此次培训共有66名学员参加。舍耀公司法定代表人顧某表示，称此次培訓并非嚴格意義上的培訓，强调「就是想聚一聚」。他又说北京已经「摘星」，所以他們计划到武漢聚会。會上，團隊間互相交流心得、企業文化以及銷售思路。培训班结束后，有24人已离开武汉。而根据举办年会的凯莱熙酒店介绍，整个会议期间大概先后累计有180名住客，多是外地游客，另外还有数十名各地艺考生。而如新的活动则累计有66人参加，但实际人数最多有40多人，均按要求出示核酸证明。武汉市公安局武昌分局黄鹤楼派出所工作人员表示，根据武汉市疫情防控规定，有超过50人的聚集活动，需要在当地就近派出所报备。但由于单次活动没有超过50人，因此酒店方没有进行报备。
2月21日下午，武汉市疫情防控指挥部通报，与此事件有关的3名外地来汉人员及1名密接者核酸检测结果为阳性，已转运至金银潭医院隔离治疗。2月22日，武汉市召开新闻发布会通报，2月21日22时至2月22日12时，武汉市新增核酸检测阳性感染者10例。截至2月22日12时，武汉市累计报告确诊病例和感染者14例，13例均为如新公司培训班学员，1例为某学员的家人。在汉人员住所覆盖武汉多个区，均已采取隔离管控措施。2月22日12时至2月23日12时，武汉市新增核酸检测阳性感染者9例，在已管密切接触者常规核酸检测中发现，其中7例为此前通报的培训班学员。2月23日12时至2月24日12时，武汉市新增确诊病例3例。2月24日12时至24时，武汉市新增确诊病例1例，为此前已通报培训班学员确诊病例的密切接触者，居住于江岸区后湖大道同鑫花园。27日，新增确诊病例5例。28日，新增确诊病例2例，新增本土无症状感染者1例。3月2日，新增本土确诊病例4例。3月3日，新增本土确诊病例4例。3月4日，新增本土确诊病例1例，新增本土无症状感染者1例。3月5日，新增本土无症状感染者1例。3月6日，新增本土确诊病例2例。
此次传播事件也蔓延至北京、山东青岛、河北石家庄和上海等地。2月22日，北京市新增9例与此次传播事件有关的确诊病例；23日再新增2例确诊病例，24日新增2例确诊病例，25日新增1例确诊病例，26日新增2例确诊病例。虽然北京公布的病例信息中没有明确“外省”具体信息，但确诊病例乘坐的列车从广西、湖北、湖南等地发车，均途径武汉、郑州、石家庄等地，病例涉及時間與武漢病例時間高度重合。山东省青岛市也于22日通报发现1例本土确诊病例，该病例由武汉乘坐航班抵达青岛胶东国际机场，当晚获悉在武汉期间活动场所内发现阳性病例后，自行前往医院进行核酸检测，核酸检测结果阳性。该病例在青岛的活动轨迹相对清晰简单，病例涉及的风险人群和风险区域规模都进行了有效管控，整体风险较低，发生社区传播风险也比较低，不影响青岛市内的风险等级。2月23日，河北省石家庄新华区也新增1例无症状感染者，为武汉市确诊病例的密切接触者，2月19日至20日在湖北省武汉市期间，两次到凯莱熙酒店培训班长时间驻留。24日，青岛市在集中隔离管控人员发现1例确诊病例，系2月22日确诊病例的外出培训同行者。同日，上海市新增1例与此次疫情关联的无症状感染者，翌日再新增1例无症状感染者。尽管官方通报新增无症状感染者系“近日外省确诊病例的密切接触者”，但没有明确“外省”具体信息。国务院联防联控机制在2月26日举行的新闻发布会上披露，确认新增无症状感染者与此次疫情关联。

## 溯源调查
2月22日，武汉市相关负责人在发布会上介绍，经病毒变异位点核酸检测，初步鉴定确诊病例感染病毒为奥密克戎变异株。24日，河北省疾控中心完成了病毒全基因组测序，结果显示，该感染个案病毒序列与武汉市2月22日报送的本土病例病毒序列高度同源，完全共享相同的变异、缺失和插入位点，属于奥密克戎变异株。

## 反应

### 如新公司反应
2月23日，如新公司回应称，培训是上海经销商违规私自举行的年会，并未上报总部获批，违反公司的规章制度。而直销公司一直对经销商市场管理严格，经销商如需召开活动必须向总部报备。2月24日，如新公司再次接受记者采访时表示，湖北分公司已暂停营业，全面消杀，全体员工已完成首轮核酸检测。公司也组织在中国大陆的全体员工（包含分公司和各体验点员工）在24小时内完成核酸检测，并倡导全国经销商主动进行核酸检测，要求全国各地的分公司、体验点及工厂、仓库等务必完成所有区域、场所的全面消杀。

### 各地方反应

#### 武汉市
在发现阳性病例后，2月21日，武汉市新冠肺炎疫情防控指挥部召开调度会，中共武汉市委书记、市新冠肺炎疫情防控指挥部指挥长郭元强在会上强调要“从严从紧从细抓实疫情防控工作，以快制快，以最坚决态度、最有效措施，用最快速度切断疫情传播途径，确保人民群众身体健康和生命安全，确保全市社会大局平安稳定”。
根据中国内地分区防疫的策略，2月22日，武汉市首先将武昌区中华路街道凯莱熙酒店户部巷店、江岸区车站街道华清园小区4栋调整为中风险地区；23日又将东湖高新区关东街道保利时代天悦小区28栋、江岸区后湖街道同鑫花园小区29栋、青山区红卫路街道58街坊127门调整为中风险地区。武汉市对阳性病例所涉区域武昌区凯莱熙酒店、江岸区华清园小区、江岸区同鑫花园、东湖高新区保利时代天悦小区等已落实封控管理，对阳性病例的密接、次密接者所涉区域均开展封控管理，并开展核酸检测，已抽检的封控区域环境样本核酸检测结果均为阴性。相较2021年8月由南京禄口机场聚集性疫情关联引发的工地疫情，此次感染事件武汉采取的封控措施较之前更为精细化。截至2月23日，武汉市累计排查风险暴露人员14.70万人，对其中的663名密切接触者、3018名次密切接触者实行集中隔离管理。已开展重点人群、一般风险暴露人群核酸检测72.26万人份。
2月23日，武汉市教育局副局长王池富表示，全市校园封闭管理，校外人员无必须不进校园，有呼吸道疾病症状人员一律不得进入校园。部分学校因疫情防控停止线下教学而转为线上教学。
为降低疫情外溢风险，武汉市发出通告，要求有病例报告的市辖区居民非必要不离汉，确需离汉的须遵守目的地疫情防控政策，并备好48小时核酸阴性证明。武汉市疾控中心也发布通告建议市民坚持非必要不离汉。
3月10日，武汉市东湖高新区关东街道保利时代天悦小区28栋、江岸区后湖街道同鑫花园小区29栋、青山区红卫路街道58街坊127门调整为低风险地区，调整后，武汉市全域为低风险地区。

#### 北京市
2月23日，北京市召开新型冠状病毒肺炎疫情防控工作新闻发布会，西城区、朝阳区、顺义区政府副区长介绍分区防疫情况。西城区划定百万庄北里西巷3号院5号楼为封控区，3号院内除5号楼外的其他楼为管控区；划定平原里小区7号楼为管控区，对其中重点区域划定为封控区。朝阳区润泽悦溪小区931号楼1单元居民全部集中隔离，划定931号楼2至5单元为封控区，小区其他楼宇划定为管控区。顺义区对易郡山庄小区采取封控措施（划分为封控区、管控区、防范区三个区域），对病例到访的地铁15号线俸伯站卫生间进行临时封闭。通州区月季园小区3号楼划定为封控区，月季园小区确定为管控区。
在本轮疫情中，有2名确诊患者因隐瞒情况被警方立案侦查。2月24日，通州区警方通报，21日，通州区居民孟某某在武汉参加培训班返京途中接到疾控部门电话通知，告知其为阳性人员的密切接触者。孟某某抵京后仍前往餐厅就餐，并乘坐出租车回家，且未向居住地社区报告，造成疫情传播风险。2月22日，属地居委会接流调通报后，将孟某某转运至集中隔离点进行医学观察。2月24日，孟某某被确诊。通州警方已依法对该人立案侦查。同日西城区警方通报，2月20日顾某某携其子从武汉返京，当晚与丈夫赵某共同居住在西城区家中。21日，赵某前往单位上班，后顾某某接到疾控部门电话通知，其和儿子为确诊病例的密接人员。顾某某将此事告知赵某，赵某在明知自己为次密接人员的情况下，未主动向所在单位报告，并多次外出购物，在流调过程中，顾某某和赵某隐瞒真实情况，向工作人员谎称母子二人回京后未与赵某共同居住，后顾某某母子相继确诊，赵某被转运至集中隔离点进行医学观察。西城警方已对顾某某和赵某依法立案侦查。

#### 青岛市
2月22日下午，青岛市紧急召开新闻发布会。截至2月22日15时，已摸排市内密接者7人、次密接者85人，首轮核酸检测结果均为阴性。青岛市对青建太阳岛小区、万科紫台小区、青岛内分泌糖尿病医院、人民路283号尚乐城4个重点区域和青大附中燕儿岛路校区开展全员核酸检测。